# Hiseville
Hiseville – jednostka osadnicza w Stanach Zjednoczonych, w stanie Kentucky, w hrabstwie Barren.